# ILife
iLife es un paquete de aplicaciones software orientado a la organización, visualización y edición de contenido multimedia para la plataforma macOS. Su última versión fue anunciada el 20 de octubre de 2010 (iLife '11) y está formada por cinco componentes elementales: iPhoto, iMovie, iDVD, GarageBand y iWeb. iLife viene preinstalado en todos los ordenadores Macintosh vendidos por Apple Computer.

## Orígenes
iLife es la línea de productos Apple (tanto de hardware como de software) dedicados al comúnmente conocido Estilo de vida digital o Digital lifestyle. Tras el regreso a Apple como presidente, Steve Jobs comenzó a posicionar a la compañía y a sus ordenadores como protagonistas de este nuevo estilo de vida. 
El iMac original fue el primero en desarrollar este concepto. Puso una cara nueva no sólo en los ordenadores Macintosh sino también en el panorama informático pues las compañías fabricantes de PC empezaron a cambiar sus diseños. Sin embargo, y a pesar de los celebrados diseños, la cuota de mercado de Apple continuó descendiendo desde un 9-10% a principios de los años 90 hasta el 3%-4% actual. Con una cuota tan baja el desarrollo de nuevo software para el sistema operativo de los Macintosh se convirtió en algo muy problemático. Muchas casas de programación dejaron de lanzar sus productos para el entorno Apple ocasionando que los usuarios de este sistema se encontrasen faltos de herramientas informáticas esenciales y actualizadas. A raíz de esto Apple desarrolló una suite de programas orientada al consumidor que llenasen ese vacío y que dispusiesen de un toque único en cuanto a diseño y presentación, típico de Apple. El desarrollo del iPod y su creciente popularidad en el sector de los reproductores de MP3, junto al estreno de iTunes y la iTunes Music Store posibilitaron que Apple afrontase el reto con ciertas garantías.
Las primeras versiones de iMovie, iTunes, iPhoto, iDVD, GarageBand e iWeb fueron anunciadas en el siguiente orden. Las tres primeras estaban en un principio disponibles en el sitio web de Apple, mientras que iDVD venía incluido en los ordenadores que incluían unidades SuperDrive. 
En enero de 2003 el paquete de software fue lanzado formalmente bajo el nombre "iLife". iTunes siguió siendo un programa gratuito y disponible tanto para Mac OS X como para Windows 2000, XP y Vista. En cambio, el resto de componentes pasaron a ser de pago, encontrándose disponibles para cualquier usuario de Macintosh en las tiendas y distribuidores autorizados de Apple Computer. 
Con el lanzamiento de iLife '06 iTunes dejó de formar parte comercialmente de la suite, aunque mantiene su compatibilidad con el resto de aplicaciones de la suite. 
Los nuevos equipos Macintosh vienen equipados de serie con esta suite.

### Lanzamientos
Ha habido hasta el momento siete versiones comerciales:
- iLife, presentada en el Macworld Conference & Expo en enero de 2003.
- iLife '04, presentada en el Macworld Conference & Expo en enero de 2004.
- iLife '05, presentada en el Macworld Conference & Expo en enero de 2005.
- iLife '06, presentada en el Macworld Conference & Expo en enero de 2006.
- iLife '08, presentada el 7 de agosto de 2007.
- iLife '09, presentada el 20 de noviembre del 2008.
- iLife '11, presentada el 20 de octubre del 2010.

## Componentes

### iTunes
Artículo principal: iTunes
iTunes es un reproductor y organizador digital de música y vídeo que soporta los formatos de audio MP3, AAC, WAV, AIFF, Apple Lossless Encoder, audiolibros y los MPEG-4 y H.264 de vídeo, además de pdf, gif, wm, etc. Gracias a su capa de QuickTime (la solución multimedia de Apple para Mac y Windows) que permite compatibilidad con gran cantidad de formatos multimediales. Además de eso, iTunes ofrece acceso a la tienda de música en la red iTunes Store y sincroniza música y vídeo al reproductor digital portátil iPod. iTunes también dejó de venir con iLife en el año 2006, desde entonces se descarga de forma independiente a través de la página de Apple. Es la única aplicación de Apple (junto con QuickTime y Safari) que también ha sido exportada a Windows.

### iPhoto
Artículo principal: iPhoto
iPhoto es un organizador y editor fotográfico que permite al usuario ver, editar y compartir sus instantáneas digitales. Con iPhoto se pueden crear álbumes digitales para subirlos a internet o grabarlos en un CD-ROM, se pueden realizar pases de diapositivas y hacer calendarios y tarjetas de visita con las fotografías. Por último, iPhoto puede importar las fotografías de la mayor parte de cámaras digitales sin necesidad de controladores, ya que éstos vienen por defecto instalados en el sistema operativo macOS.

### iMovie
Artículo principal: iMovie
iMovie es un editor de vídeo doméstico. Permite capturar el vídeo de una videocámara o agregar los archivos ya digitalizados desde el disco duro. Permite también añadir algunos efectos especiales y organizar la colección de vídeos del usuario. Es compatible con cámaras MPEG-4, HDV y con la cámara incorporada en algunos modelos Macintosh, la iSight (actualmente renombrada como cámara Facetime). 

### iDVD
Artículo principal: iDVD
iDVD es una herramienta para la creación de DVD que se integra con iMovie para posibilitar el grabado de películas con capítulos y menús. 

### GarageBand
Artículo principal: GarageBand
GarageBand es una aplicación dedicada a la creación de música y Podcast. Incluye más de 1000 efectos pregrabados. Para crear una canción, el usuario tan sólo tiene que arrastrar esos efectos hasta la zona de creación. El programa soporta también importación de instrumentos reales tales como guitarras u órganos electrónicos.

### iWeb
Artículo principal: iWeb
iWeb es el último de los componentes que han entrado a formar parte de la suite iLife. Proporciona la capacidad de compartir contenido de otras aplicaciones iLife usando plantillas de Apple para subirlo de un clic a los sitios de MobileMe . Facilita a los usuarios la posibilidad de crear vínculos a sus propios podcast desde la página web.

## Integración
Las aplicaciones de iLife están pensadas para trabajar juntas. Cada programa se conecta automáticamente a la librería de las otras para hacer uso de sus ficheros. Cada programa interactúa con el otro de la siguiente manera:
- iMovie: agrega música de iTunes (incluyendo música de GarageBand) para música de fondo. Agrega fotos de iPhoto (el efecto Ken burns puede ser aplicado para hacer un paneo de la imagen. También agregar capítulos a las películas y exporta fácilmente a iDVD el cual preserva los capítulos y crea un menú de selección de escenas.
- iDVD: agrega música de iTunes (incluyendo GarageBand) para música de menús y para música de presentaciones. Agrega fotos de iPhoto y también agrega películas de iMovie.
- iPhoto: usa la música de iTunes (incluyendo GarageBand) para las presentaciones. Exportación fácil a iDVD y realiza presentaciones en iDVD.
- GarageBand: exporta canciones creadas a iTunes con un solo clic y también exporta, a través de podcast, a iWeb.
- iWeb: publica las grabaciones de GarageBand en podcast. Publica vídeos de iMovie a podcast. Publica fotos de iPhoto a un sitio web (photocast están separados de iWeb). Importa la lista de reproducción de iTunes con los enlaces a la iTunes Store

Para una verdadera compatibilidad, en los programas se le presentan al usuario las bibliotecas creadas por otras aplicaciones, por ejemplo, dentro de iMovie aparece la lista de reproducción de iTunes, eliminando la necesidad de salir de iMovie para buscar música. La lista de reproducción aparecerá inclusive si iTunes está cerrado. iDVD, además de poder acceder a éstas librerías, puede encontrar en el disco duro películas creadas por iMovie buscando en la carpeta Películas del usuario y otras carpetas que el usuario elija. Cualquier música comprada en la iTunes Store será encontrada y puede ser usada por otras aplicaciones.